# Джміль північний
Джміль півні́чний (Bombus hyperboreus) — перетинчастокрила комаха родини Бджолиних. Вид поширений циркумполярно: зустрічається в Канаді, на Алясці, в Гренландії, на півночі Скандинавії та Росії.
Паразитує в гніздах  полярного джмеля та альпійського джмеля, вбиваючи маток і примушуючи робочих джмелів служити новому хазяїнові. Через такий паразитичний спосіб життя у цього виду не буває робочих особин. Матки і трутні зовні схожі. Груди і передня частина черевця — коричнево-помаранчеві. На черевці — чорна поперечна смужка.

## Див.також
- Список видів роду джміль